# Kiểm tra Solovay-Strassen
Kiểm tra Solovay-Strassen là một trong các phương pháp kiểm tra tính nguyên tố theo xác suất do Robert M. Solovay và Volker Strassen phát triển.

## Ký hiệu Legendre và tiêu chuẩn Euler

### Ký hiệu Legendre
Legendre đưa ra ký hiệu mang tên ông cho số nguyên tố lẻ p và số nguyên a
{\displaystyle \left({\frac {a}{p}}\right)}
là
- 0 nếu p chia hết a;
- 1 nếu a là một bình phương đúng modulo p — nghĩa là nếu tồn tại số nguyên k sao cho k2 ≡ a (mod p);
- −1 nếu a không là bình phương đúng modulo p.

### Tiêu chuẩn Euler
Euler chứng minh rằng với mọi số nguyên tố p và số a, {\displaystyle 1\leq a<p},
{\displaystyle \left({\frac {a}{p}}\right)\equiv a^{(p-1)/2}{\pmod {p}}}

## Ký hiệu Jacobi và số giả nguyên tố Euler

### Ký hiệu Jacobi
Ký hiệu Jacobi là mở rộng của Ký hiệu Legendre cho số tự nhiên lẻ n. Giả sử
{\displaystyle p_{1}^{\alpha _{1}}p_{2}^{\alpha _{2}}\cdots p_{k}^{\alpha _{k}}}
là dạng phân tích tiêu chuẩn của n và số nguyên a bất kỳ, ký hiẹu Jacobi 
{\displaystyle \left({\frac {a}{n}}\right)=\left({\frac {a}{p_{1}}}\right)^{\alpha _{1}}\left({\frac {a}{p_{2}}}\right)^{\alpha _{2}}\cdots \left({\frac {a}{p_{k}}}\right)^{\alpha _{k}}}

### Số giả nguyên tố Euler
Xem tiêu chuẩn Euler là mệnh đề Q(p,a). Khi đó Q(p,a) đúng với mọi số nguyên tố p và mọi số tự nhiên a, 1 < a < p.
Thay số nguyên tố p bằng số lẻ n và ký hiệu Legendre bằng ký hiệu Jacobi, ta định nghĩa:
Đinh nghĩa:  Hợp số n được gọi là số giả nguyên tố Euler cơ sở a (1 < a < n) nếu:
{\displaystyle \left({\frac {a}{n}}\right)\equiv a^{(n-1)/2}{\pmod {n}}}
trong đó {\displaystyle \left({\frac {a}{n}}\right)} là ký hiệu Jacobi.

## Kiểm tra Solovay-Strasen

### Solovay-Strasen test
INPUTS: n: là số tự nhiên lẻ
OUTPUT: FALSE nếu n là hợp số, nếu không TRUE
1. Chọn a ngẫu nhiên trong khoảng[1,n-1]
2. Tính ký hiệu Jacobi J={\displaystyle \left({\frac {a}{n}}\right)}
3. Tính x =a (n-1)/2 mod n
4. Nếu J ≠ x thì trả về FALSE

nếu khác trả về TRUE.

### Xác suất sai
- Định lý: Nếu n là hợp số lẻ thì tồn tại không quá {\displaystyle {\frac {\phi (n)}{2}}} số tự nhiên dương a nhỏ hơn n, nguyên tố cùng nhau với n sao cho n là số giả nguyên tố Euler cơ sở a.
- Gọi A là biến cố "Số nguyên lẻ n là hợp số"; B là biến cố: "Thuật toán Solova-Strassen trả lời TRUE".
- Xác suất điều kiện P(B|A) {\displaystyle \leq {\frac {1}{2}}}.
- Tương tự phép thử Miller-Rabin tính được xác suất sai của phép thử Solova-Strasen là

P(A|B)={\displaystyle {\frac {P(B|A)*P(A)}{P(B|A)P(A)+P({\overline {A}})}}}
{\displaystyle P(A|B)\approx {\frac {P(B|A)*(\ln n-2)}{P(B|A)*(\ln n-2)+2}}}
(Tham khảo: Douglas R. Stisnon. Cryptography Theory and Practice.)